# .ky
.ky is het achtervoegsel van domeinnamen uit de Kaaimaneilanden.